# استخدام آزمایشی
استخدام آزمایشی (انگلیسی: The Try Out) یک فیلم کمدی صامت کوتاه به کارگردانی بابی برنز و والتر استال است که در سال ۱۹۱۶ منتشر شد. از بازیگران این فیلم می‌توان به اتل برتون و اولیور هاردی اشاره کرد.